# Serra do Bouro
Serra do Bouro ist eine Gemeinde (Freguesia) im portugiesischen Kreis Caldas da Rainha. In ihr leben 704 Einwohner (Stand 30. Juni 2011).